# Тышка, Казимеж
Кази́меж Ты́шка (пол. Kazimierz Tyszka, 1 марта 1872 — 25 января 1952) — министр железных дорог в Польше (1923—1925).

## Биография
Родился в 1872 году. Oкончил Петербургский технологический институт.

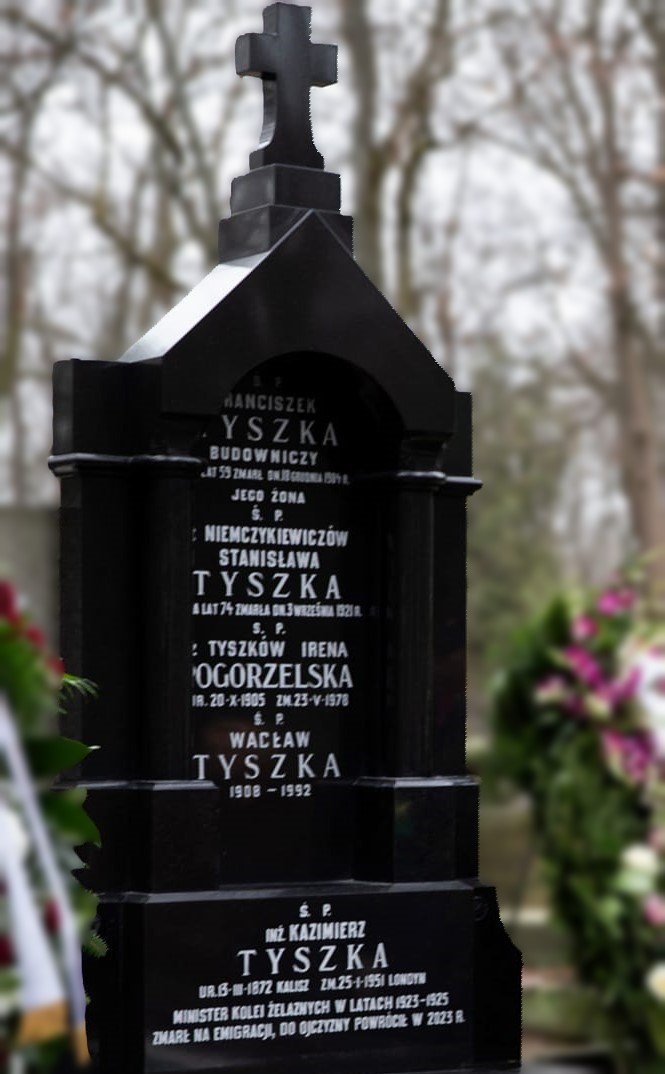
Могила Казимежа Тышки на Повонзковском кладбище в Варшаве

В 1914: дворянин, надворный советник, инженер-технолог, инженер-консультант Общества Бухарской железной дороги. Главный инженер: Общества Троицкой железной дороги, Общества Ферганской железной дороги. Член правлений: Майкоп-Эйнемского нефтепромышленного общества, Русского товарищества тигельных заводов.
Умер в 1952 году.

## Социальная деятельность
Принимал участие в деятельности столичного Комитета помощи безработным, муниципальной сберегательной кассы города Варшавы или был куратором Воспитательного дома им. О. Бодуэна. Кроме того, он возглавлял Общественный комитет Фонда национальной обороны.

Тышка входил во многие наблюдательные советы экономических институтов и компании по торговле с Азией.